# Freddie and the Dreamers
Freddie and the Dreamers foi uma banda britânica de grande sucesso entre 1963 e 1964. O grupo consistia de Freddie Garrity (vocal), Roy Crewdson (guitarra), Derek Quinn (guitarra), Pete Birrell (baixo) e Bernie Dwyer (bateria).
Seu grande sucesso foi uma versão da canção de James Ray "If You Gotta Make A Fool Of Somebody", que alcançou a terceira colocação das paradas de sucesso bretãs em 1963. Foram seguidas em 1964 por "I'm Telling You Now" (segundo lugar) e "You Were Made For Me" (terceira colocação).
Com o declínio de sua popularidade no Reino Unido o grupo aproveitou um breve período de fama nos EUA com a onda da Invasão Britânica. "I'm Telling You Now" alcançou o primeiro lugar do "Hot 100" da Billboard na primavera de 1965. Depois de alguma repercussão com o compacto "Do The Freedie", o grupo desbandou em 1968.Freddie Garrity, morreu no País de Gales em 2006. Ele tinha 69 anos e sofria de problemas pulmonares.

## Discografia
- 1963 Freddie & The Dreamers
- 1964 You Were Made for Me
- 1965 Do the Freddie
- 1965 Sing Along
- 1966 In Disneyland
- 1967 King Freddie & Dreaming Knights
- 1970 Oliver in Overworld
- 1974 Freddy Garity
- 2005 A’s B’s & EP’s